# Servizio ferroviario metropolitano di Palermo
A Servizio ferroviario metropolitano di Palermo (magyar nyelven: Palermói városi vasút) a Trenitalia által üzemeltetett városi vasúti rendszer Palermo agglomerációjában.

## A vasút története
A városi vasúti szolgáltatást 1990-ben, a labdarúgó-világbajnokság alkalmából nyitották meg. A vonal a Palermo-Trapani-vasútvonalat használta Palermo Centrale pályaudvar és Palermo Notarbartolo vasútállomás között, valamint a kikötői vasútvonalat Notarbartolo és Giachery között. A vonalon négy új megálló épült: Vespri, Imperatore Federico, Fiera és a Giachery végállomás.
1992 novemberében a San Lorenzo-Colli-n keresztül Tommaso Natale-ig tartó mellékvonalat integrálták a rendszerbe. 1994-ben megnyitották a Francia és a Cardillo-Zen megállókat.
2001-ben, több éves építkezés után megnyitották a Palazzo Reale-Orleans alagútállomást, amely a városközpontban található, ezért nagy forgalmat bonyolít.
Ugyanebben az évben a rendszert kiterjesztették a Palermo-Punta Raisi repülőtérig, ahol egy új repülőtéri állomás épült. 2015. június 29-től 2018. október 6-ig a Notarbartolo és Punta Raisi (repülőtér) közötti vasútvonal nagyszabású bővítési munkálatok miatt zárva maradt.

## Hálózat
Két járat közlekedik 30 percenként:
- Palermo Centrale-Punta Raisi
- Palermo Notarbartolo-Giachery

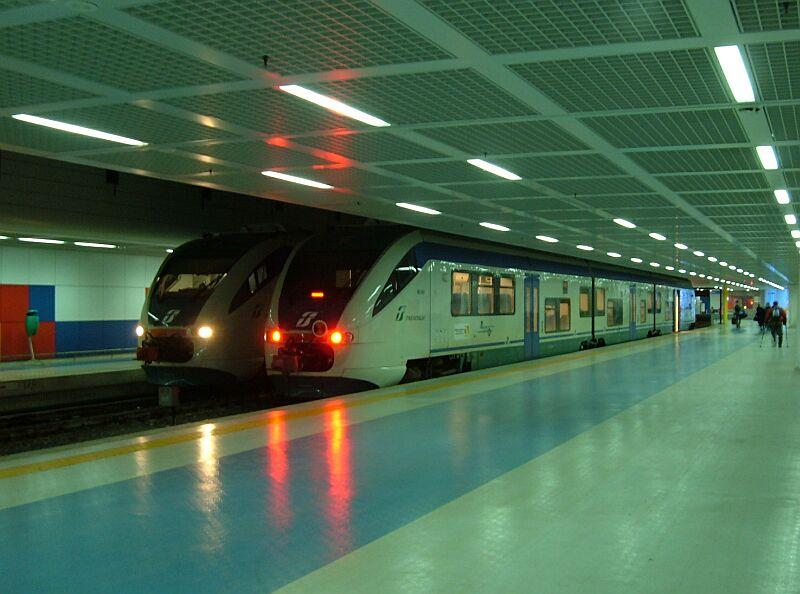
Punta Raisi repülőtér vasútállomása

A Trenitalia minden vonatot Regionale (R) kategóriába sorol.